# 小行星6974
小行星6974（英語：6974 Solti）是一颗围绕太阳公转的小行星。1992年6月27日，亨利·E·霍爾特在帕洛马山发现了此天体。
这颗小行星的绝对星等为201.6955461595542等。